# HD 156411
Désignations
HD 156411 est une naine jaune de 7e magnitude située à environ 186 années-lumière dans la constellation de l'Autel. Elle est plus grande, plus chaude, plus brillante et plus massive que le Soleil. Sa teneur en métal représente trois quarts de celle du Soleil. L'étoile a environ 4,3 milliards d'années et tourne avec une vitesse de rotation projetée de 1,8 km/s. Naef et al. (2010) ont noté que l'étoile semble avoir légèrement évoluée, et pourrait donc être en train de quitter la séquence principale. En 2009, une géante gazeuse a été découverte autour de l'étoile.

## Nommage
HD 156411 se nomme également Inquill. Le nom a été choisi dans le cadre de la campagne NameExoWorlds par le Pérou, à l'occasion du 100e anniversaire de l'UAI.
Inquill était la moitié du couple impliqué dans l'histoire d'amour Way to the Sun d'Abraham Valdelomar,.

## Système planétaire
| Planète | Masse                | Demi-grand axe (ua) | Période orbitale (jours) | Excentricité | Inclinaison | Rayon |
| ------- | -------------------- | ------------------- | ------------------------ | ------------ | ----------- | ----- |
| b       | ≥ 0,74+0,05 −0,04 MJ | 1,88+0,03 −0,04     | 842,2 ± 0,08             | 0,22 ± 0,08  |             |       |